# Giuseppe Petrocchi
Giuseppe Petrocchi (Ascoli Piceno, 19 de agosto de 1948) é um cardeal da Igreja Católica italiano, Arcebispo emérito de L'Aquila.

## Biografia
Giuseppe Petrocchi nasceu em 19 de agosto de 1948 em Ascoli Piceno. Ele começou seus estudos eclesiais em 4 de outubro de 1965, onde terminou o ensino médio antes de ser enviado para o Pontifício Seminário Romano em setembro de 1967. Ele completou seus estudos na Pontifícia Universidade Lateranense, onde obteve um diploma de bacharel antes de fazer estudos adicionais na Universidade de Roma e na Universidade de Macerata.
Foi ordenado padre em 14 de setembro de 1973 na igreja de San Pietro Martire e começou a trabalhar como professor e pastor. Foi colaborador do Aconselhamento Familiar de inspiração cristã e membro do conselho pastoral diocesano.
O Papa João Paulo II o nomeou Bispo de Latina-Terracina-Sezze-Priverno em 27 de junho de 1998 e recebeu sua consagração episcopal no dia 20 de setembro em Ascoli Piceno por Silvano Montevecchi, bispo de Ascoli Piceno, coadjuvado por Domenico Pecile, bispo emérito de Latina-Terracina-Sezze-Priverno, e por Marcello Morgante, bispo emérito de Ascoli Piceno. Ele foi instalado em sua nova diocese em 18 de outubro.
O Papa Francisco o promoveu a arcebispo metropolitano de L'Aquila em 8 de junho de 2013 e ele foi entronizado em sua nova sé no mês seguinte. Ele recebeu o pálio do papa em 29 de junho de 2013 na Basílica de São Pedro.
Em 20 de maio de 2018, o Papa Francisco anunciou que o criaria cardeal no consistório de 28 de junho, quando recebeu o barrete cardinalício e o título de cardeal-presbítero de São João Batista dos Florentinos, de onde tomou posse em 3 de março de 2019.
É membro dos seguintes dicastérios da Cúria Romana: Conselho para a Economia, Pontifícia Comissão para o Estado da Cidade do Vaticano, Congregação para a Educação Católica, Congregação para a Causa dos Santos e a Comissão Cardinalícia de Vigilância do Instituto para as Obras de Religião.
Em 1 de agosto de 2024, teve a sua renuncia aceita pelo Papa Francisco, referente a Arquidiocese de L'Aquila e teve como sucessor o Antonio D’Angelo